# Dettenhausen
Dettenhausen je německá samosprávná obec v okrese Tübingen ve spolkové zemi Bádensko-Württembersko. Nachází se v regionu Schönbuchlichtung přibližně 15 km jihozápadně od města Böblingen na severním okraji přírodního parku Schönbuch.

## Historie
První písemná zmínka o obci pochází z roku 1100.

## Pamětihodnosti
- Muzeum přírodního parku Schönbuch
- Policejní muzeum s mezinárodní sbírkou uniforem Bernharda Strobela